# Gallipoli-Moschee Auburn

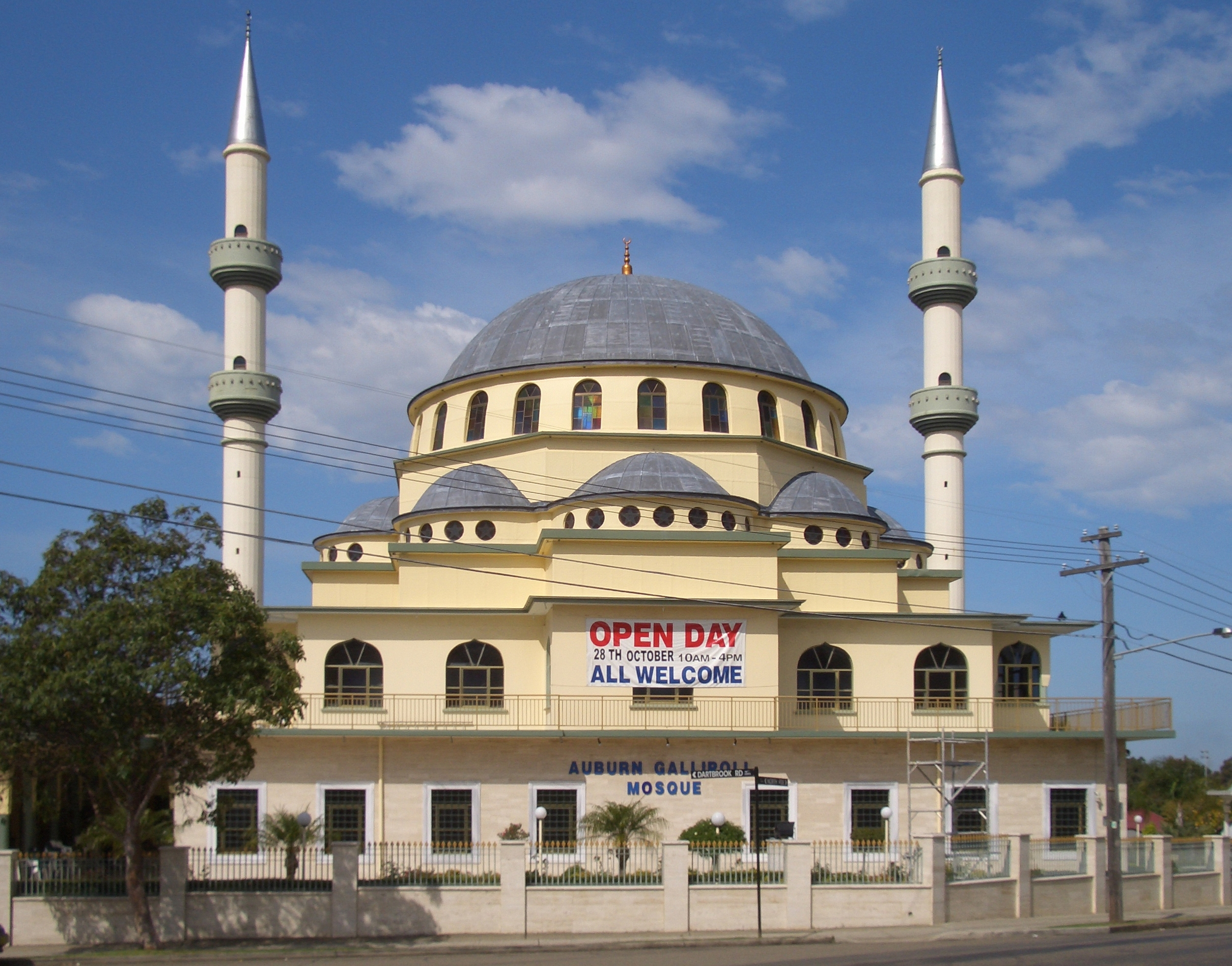
Gallipoli-Moschee Auburn

Die Gallipoli-Moschee Auburn (engl. Auburn Gallipoli Mosque) befindet sich in der Stadt Auburn im australischen Bundesstaat New South Wales. 
Die erste Moschee an der gleichen Stelle wurde am 3. November 1979 für den Gottesdienst eröffnet. Der Bau der heutigen Moschee begann im Jahr 1986. Am 28. November 1999 wurde das neue Gotteshaus offiziell eröffnet, also rund 20 Jahre nach der Eröffnung der ersten Moschee. Die lange Bauzeit von 13 Jahren wurde verursacht durch eine mangelhafte Finanzierung bzw. durch die erforderliche Zeit, um die finanziellen Mittel durch Spenden zu erhöhen.
Der Bau wurde von der türkischen Gemeinde initiiert und weitestgehend finanziert; die Gesamtkosten beliefen sich auf rund sechs Millionen Dollar.
Der Name der Moschee Gallipoli soll das gemeinsame Erbe der australischen Gesellschaft sowie der größten Gemeinde hinter der Konstruktion – der türkisch-muslimischen Gemeinde – widerspiegeln; Gallipoli (türkisch Gelibolu, eine Hafenstadt im Nordwesten der Türkei), war im Ersten Weltkrieg Schauplatz von Kämpfen zwischen australischen und osmanisch-türkischen Soldaten.
Der Islam ist die vorherrschende Religion in Auburn; 40,9 % der Einwohner bekannten sich zum islamischen Glauben (Stand 2006).
Das Gebiet auf dem die Moschee steht, umfasst 4.000 m². Das Gebäude basiert auf dem klassischen Ottomanstil mit einem Zentralbau und Minaretten. Die Moschee konstruierte der Architekt Omer Kirazoglu und die Bauleitung hatte Ahmet Asim.